# Lake Kepwari
Lake Kepwari är en sjö i Australien. Den ligger i delstaten Western Australia, omkring 170 kilometer söder om delstatshuvudstaden Perth. 
I omgivningarna runt Lake Kepwari växer huvudsakligen savannskog. Trakten runt Lake Kepwari är nära nog obefolkad, med mindre än två invånare per kvadratkilometer. Genomsnittlig årsnederbörd är 858 millimeter. Den regnigaste månaden är september, med i genomsnitt 164 mm nederbörd, och den torraste är februari, med 8 mm nederbörd.